# Dipteretrum transversum
Dipteretrum transversum är en kackerlacksart som beskrevs av Karlis Princis 1963. Dipteretrum transversum ingår i släktet Dipteretrum och familjen småkackerlackor. Inga underarter finns listade i Catalogue of Life.